# Гудрун Хельгадоттир
Гудрун Хельгадоттир (исл. Guðrún Helgadóttir; 7 сентября 1935, Хабнарфьордюр, Хёвюдборгарсвайдид — 23 марта 2022, Рейкьявик) — исландский политический деятель, один из крупных стилистов исландского языка, детская писательница, автор популярных в Скандинавии сказок. Депутат альтинга (парламента) (1979—1995, 1999). Первая в истории женщина, избранная председателем альтинга (1988—1991). Выступала за сохранение мира, в защиту окружающей среды. Активный деятель женского движения Исландии.

## Биография
Родилась 7 сентября 1935 года в городе Хабнарфьордюр в семье рыбака. Отец — рыбак Хельги Гудлёйссон (Helgi Guðlaugsson; 1908—1991), мать — домохозяйка Ингигердур Эйолфсдоттир (Ingigerður Eyjólfsdóttir; 1913—1995).
В 1955 году окончила гимназию в Рейкьявике.
В 1957—1967 годах — секретарь директора гимназии в Рейкьявике.
В 1973—1980 гг. — заведующая отделом информации и социальных дел государственного ведомства страхования. В 1972—1978 гг. — член правления профсоюза государственных и муниципальных служащих (BSRB). В 1978—1980 гг. — член Союза писателей.
Член правления левосоциалистической партии Народный союз, в 1977—1983 гг. — секретарь партии.
В 1978—1982 гг. — член городского совета Рейкьявика от партии Народный союз. С 1979 года — депутат альтинга (парламента) в округе Рейкьявик, с 1987 года по 1995 год от Народного союза, в 1987—1988 гг. — первый заместитель председателя, с 1988 года по 1991 год — председатель альтинга, в 1992—1995 гг. — третий заместитель председателя. Первая в истории женщина, избранная на эту должность. В 1983—1988 гг. — член Северного совета, в 1991—1995 гг. — член Комитета по ЕАСТ/ЕЭЗ, в 1995 году член Комитета по радио и Страхового комитета. С марта по май 1999 года замещала в альтинге Свавара Гестссона, назначенного генеральным консулом в Виннипеге, была независимым депутатом.
Автор художественной литературы, преимущественно для детей и подростков, пьес.

## Личная жизнь
Дважды разведена. Первый супруг — инженер Хёкур Йоханнссон (Haukur Jóhannsson; род. 1935), поженились в 1957 году, развелись в 1959 году. Второй супруг — учитель Сверрир Хольмарссон (Sverrir Hólmarsson; 1942—2001), поженились в 1964 году, развелись в 1983 году. Имеет четверых детей: Хёрдур (Hörður; род. 1957), Торвальдур (Þorvaldur; род. 1966), Хельга (Helga; 1968), Халла (Halla; род. 1970).